# 5200 Pamal
5200 Pamal (1983 CM) là một tiểu hành tinh vành đai chính được phát hiện ngày 11 tháng 2 năm 1983 bởi Ted Bowell ở Flagstaff.